# Plexippoides dilucidus
Plexippoides dilucidus är en spindelart som beskrevs av Maciej Próchniewicz 1990. Plexippoides dilucidus ingår i släktet Plexippoides och familjen hoppspindlar. Inga underarter finns listade i Catalogue of Life.